# Pine Bend
Pine Bend – jednostka osadnicza w Stanach Zjednoczonych, w stanie Minnesota, w hrabstwie Mahnomen.